# Parafia Świętych Apostołów Piotra i Pawła w Ziębicach
Parafia pw. Świętych Apostołów Piotra i Pawła w Ziębicach – rzymskokatolicka parafia znajdująca się w dekanacie ziębickim archidiecezji wrocławskiej.
W erygowanej w 1972 roku parafii służą księża chrystusowcy. 